# Joe Vincent Meigs
Joseph „Joe“ Vincent Meigs (* 24. Oktober 1892 in Lowell (Massachusetts); † 24. Oktober 1963 in Boston) war ein US-amerikanischer Gynäkologe. Nach ihm wurde das Meigs-Syndrom benannt und er erweiterte die radikale Hysterektomie nach Wertheim beim Zervixkarzinom, die daher auch Wertheim-Meigs-Operation genannt wird.
Meigs stammt aus einer alten Familie aus Massachusetts, sein Vater war praktischer Arzt. Er studierte an der Princeton University und an der Harvard University, arbeitete als Medizinstudent in Brookline (Massachusetts) am Free Hospital for Women und fand seine erste Anstellung in der Chirurgie am Massachusetts General Hospital als Assistent von William Phillips Graves. Dieser weckte Meigs' Interesse an gynäkologischen Operationen.
Zwischen 1932 und 1942 lehrte er als Chirurg an der Medizinischen Fakultät von Harvard, wo er 1941 Chefarzt der Gynäkologie wurde und sich 1942 zum Professor für klinische Gynäkologie habilitierte. Neben der Erweiterung von gynäkologischen Krebsoperationen betrieb er auch Forschungen auf dem Gebiet der Zytologie. 1955 emeritierte er und starb am 24. Oktober 1963 (seinem 71. Geburtstag) an einem Herzinfarkt, den er während eines Fluges von einem Vortrag erlitt.
Meigs verfasste mehr als 150 Publikationen. 1956 wurde er in die American Academy of Arts and Sciences gewählt.